# Tropero

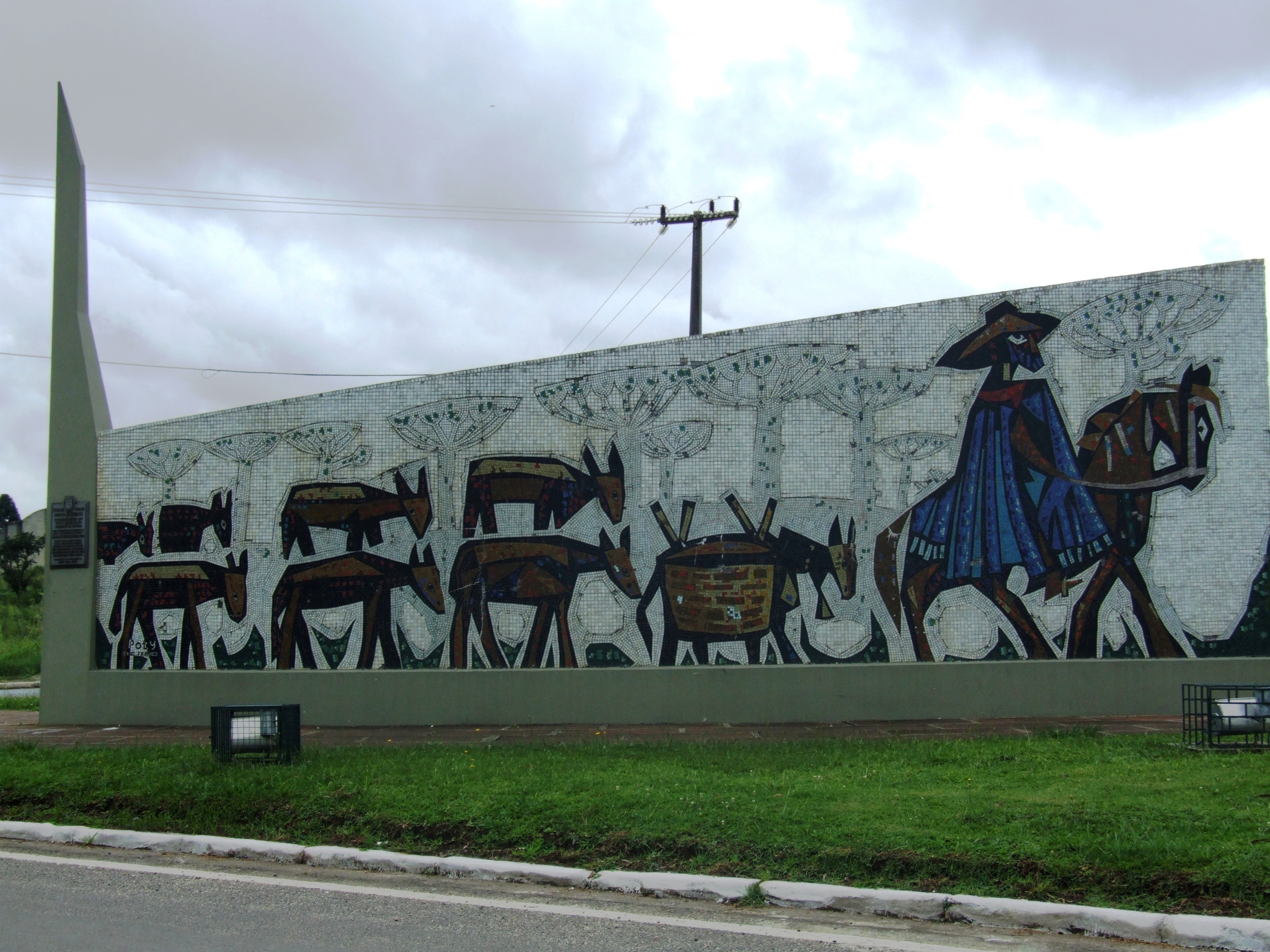
Monumento a los Troperos en Lapa, Paraná, Brasil. Obra de Poty Lazzarotto.

Tropero es el nombre que recibe en el Cono Sur de América Latina, una persona que trabaja conduciendo a caballo el ganado, principalmente vacuno a través de los campos. La manada de ganado trasladada, recibe el nombre de "tropa de ganado", de donde se deriva el nombre de esta ocupación.

## Historia
Esta ocupación se remonta a finales del siglo XVI, luego de la introducción del ganado vacuno a América del Sur por parte de Hernandarias. Al tiempo que este ganado se reproducía libremente por la campaña sudamericána, aparecían múltiples oficios conexos que requerían jinetes experimentados, como el tropero, que agrupaba y conducía el ganado silvestre por distintos territorios o estancias o el faenero que luego de sacrificar los animales, vendía su cuero.
La principal destreza del tropero no solo estribaba en la capacidad de conducción del ganado, manteniendo la integridad de la manada, sino que también debía tener un conocimiento profundo de pasturas y los accidentes geográficos de una amplia extensión de territorio.
Por las características del trabajo, fue junto con el de arriero, uno de los oficios típicos del gaucho.

### Troperos en Brasil
En Brasil, la designación utilizada para este oficio es tropeiro, siendo su acepción más habitual la de conductores de caballos o mulas que se trasladan entre las regiones de producción y los centros consumidores en Brasil. En el Sur de Brasil, también son conocidos como carreteiros, por las carretas con las que trabajaban.
En un sentido más amplio también designa al comerciante que compraba tropas de animales para revenderlas, e incluso al tropeiro de bestas que usaba los animales, para además de venderlos, transportar otros géneros para el comercio en los varios pueblos y ciudades por los que pasaba. 
Además de su importante papel en la economía, el tropeiro tuvo una importancia cultural relevante como vehículo de ideas y noticias entre las aldeas y comunidades distantes entre sí, en una época en que no existían carreteras en Brasil. 
Uno de los marcos iniciales del tropeirismo fue cuando la Corona Portuguesa instaló en 1695, en la Villa de Taubaté, la Casa de Fundición de Taubaté, también llamada Oficina Real dos Quintos. A partir de entonces, todo el oro extraído de las minas generales (Minas Gerais) debería ser llevado a esta Villa y desde allí seguía hacia el puerto de Parati, de donde era llevado al reino, a través de la ciudad de Río de Janeiro. 
A lo largo de las rutas por las que pasaban, fueron surgiendo varias de las actuales ciudades de Brasil. Las ciudades de Taubaté, Sorocaba, Santana do Parnaíba y São Vicente están entre las pioneras que se destacaron por la actividad de sus tropeiros.